# AC 레자나 1919
아소차치오네 칼초 레자나 1919(이탈리아어: Associazione Calcio Reggiana 1919)는 이탈리아의 축구 클럽으로, 레조에밀리아를 연고지로 한다. 세리에 B에 참가하고 있다.

## 선수 명단

### 현역
참고: FIFA 자격 규정에 따라 소속된 국가대표팀 국기를 표시합니다. 선수는 복수의 FIFA 비회원국 국적을 가지고 있을 수 있습니다.
| 번호 | 포지션 | 국적         | 이름              |
| ---- | ------ | ------------ | ----------------- |
| 3    | DF     | 우루과이     | 호아킨 소사       |
| 6    | MF     | 슬로베니아   | 레오 스툴락       |
| 11   | FW     | 코트디부아르 | 세드릭 곤도       |
| 16   | MF     |              | 토비아스 레인하트 |
| 29   | MF     |              | 올리버 우르소     |

| 번호 | 포지션 | 국적       | 이름              |
| ---- | ------ | ---------- | ----------------- |
| 90   | MF     |            | 마놀로 포르타노바 |
| -    | DF     | 크로아티아 | 필립 브레칼로     |

## 역대 감독
| 감독              | 임기        |
| ----------------- | ----------- |
| 카를로 안첼로티   | 1995 ~ 1996 |
| 미르체아 루체스쿠 | 1996 ~ 1997 |
| 알레산드로 네스타 | 2023 ~ 2024 |